# قطعنامه ۱۵۷ شورای امنیت
قطعنامه ۱۵۷ شورای امنیت سازمان ملل متحد که در تاریخ ۱۴ سپتامبر ۱۹۶۰ تصویب شد، سندی بین‌المللی دربارهٔ مسئلهٔ کنگو است. این قطعنامه طی نشست ۹۰۶ام با ۸ موافق، ۲ مخالف و ۱ ممتنع تصویب شد.